# Provinciale weg 666
De provinciale weg 666 (N666) is een provinciale weg in de provincie Zeeland. De weg loopt op Zuid-Beveland en vormt een verbinding tussen de N62 nabij 's-Heerenhoek en de A58 (E312) ten zuiden van Kapelle.
De weg is uitgevoerd als tweestrooks-gebiedsontsluitingsweg met buiten de bebouwde kom een maximumsnelheid van 80 km/h. De weg draagt achtereenvolgens de namen Bernhardweg Midden, Kraaijertsedijk, Doornboomdijk, Kolaardsweg, Hoofdstraat, Nissestelle, Kruiningenpolderweg, Rondepolderdijk, Schoorkenszandweg, Bernhardweg Oost en Nieuwe Vierwegen.
De provincie Zeeland is verantwoordelijk voor de wegvakken ter hoogte van de aansluiting op de N62 nabij 's-Heerenhoek en het weggedeelte tussen de aansluiting op de N665 ten noorden van Kwadendamme en de A58 bij Kapelle. Het wegvak tussen 's-Heerenhoek en Kwadendamme wordt beheerd door het waterschap Zeeuwse Eilanden. Binnen de bebouwde kom van Ovezande wordt de weg beheerd door de gemeente Borsele.
N62 · N69 · N251 · N252 · N253 · N254 · N255 · N256/A256 · N257 · N258 · N260 · N261 · N262 · N263 · N264 · N266 · N267 · N268 · N269 · N270/A270 · N271 · N272 · N273 · N274 · N275 · N276 · N277 · N278 · N279 · N280 · N281 · N282 · N283 · N284 · N285 · N286 · N287 · N288 · N289 · N290 · N291 · N292 · N293 · N294 · N295 · N296 · N296n · N297 · N298 · N300 · N321 · N322 · N324 · N329 · N389 · N394 · N395 · N396 · N397

N556 · N562 · N564 · N570 · N572 · N590 · N595 · N598 · N601 · N602 · N605 · N607 · N612 · N613 · N615 · N616 · N617 · N618 · N620 · N622 · N625 · N629 · N631 · N632 · N637 · N638 · N639 · N640 · N641 · N651 · N652 · N653 · N654 · N655 · N656 · N658 · N659 · N660 · N661 · N662 · N663 · N664 · N665 · N666 · N667 · N668 · N669 · N670 · N671 · N673 · N674 · N675 · N676 · N682 · N683 · N686 · N689 · N690 · N831 · N843

Voormalige provinciale wegen: N299 · N551 · N552 · N553 · N554 · N555 · N560 · N561 · N563 · N565 · N566 · N567 · N568 · N571 · N574 · N580 · N581 · N582 · N583 · N584 · N585 · N586 · N587 · N588 · N589 · N591 · N592 · N593 · N594 · N596 · N597 · N603 · N604 · N606 · N608 · N610 · N611 · N614 · N619 · N621 · N623 · N624 · N626 · N628 · N630 · N634 · N642 · N657